# Дорогой доктор
«Дорого́й до́ктор», или «Пацие́нт всегда́ прав» (англ. Royal Pains) — американский медицинский телесериал, который транслировался на телеканале USA Network с 4 июня 2009 года по 6 июля 2016 года. Главные роли исполнили Марк Фойерстин, Пауло Костанцо, Джилл Флинт, Решма Шетти, Брук Д’Орсей, Кэмпбелл Скотт и Бен Шенкман. Сериал частично основан на реальной практике так называемой „фиксированной медицины“ (отношения между пациентом и лечащим врачом, в которых пациент платит ежегодный взнос или аванс), практикуемой независимыми врачами и компаниями.

## Сюжет
Сериал рассказывает о Хэнке Лоусоне, молодом докторе скорой помощи. Будучи ложно обвинённым в смерти важного пациента, он переезжает в Хэмптон и нехотя становится «врачом по вызову» для богатых и знаменитых. Когда администратор местного госпиталя просит его лечить менее состоятельных жителей, Хэнк оказывается перед выбором — делать добро для других или же для себя.

## В ролях
| актёр          | персонаж                        | сезоны       | сезоны       | сезоны       | сезоны    | сезоны    | сезоны       | сезоны       | сезоны       |
| актёр          | персонаж                        | 1            | 2            | 3            | 4         | 5         | 6            | 7            | 8            |
| -------------- | ------------------------------- | ------------ | ------------ | ------------ | --------- | --------- | ------------ | ------------ | ------------ |
| Марк Фойерстин | доктор Генри «Хэнк» Лоусон      | постоянно    | постоянно    | постоянно    | постоянно | постоянно | постоянно    | постоянно    | постоянно    |
| Пауло Костанцо | Эван Рот Лоусон                 | постоянно    | постоянно    | постоянно    | постоянно | постоянно | постоянно    | постоянно    | постоянно    |
| Джилл Флинт    | Джилл Кейси                     | постоянно    | постоянно    | постоянно    | постоянно |           |              |              | гость        |
| Решма Шетти    | Дивия Катдер                    | постоянно    | постоянно    | постоянно    | постоянно | постоянно | постоянно    | постоянно    | постоянно    |
| Брук Д’Орсей   | Пейдж Коллинз                   |              | периодически | периодически | постоянно | постоянно | постоянно    | постоянно    | постоянно    |
| Кэмпбелл Скотт | Борис Кюстер фон Юргенс-Ратениц | периодически | периодически | периодически | постоянно | постоянно | периодически | периодически | периодически |
| Бен Шенкман    | доктор Иеремия Сакани           |              |              |              | период.   | постоянно | постоянно    | постоянно    | постоянно    |

## Разработка и производство
Пилотный эпизод был снят на Лонг-Айленде, Нью-Йорк весной и осенью 2008 года. Этот эпизод был срежиссирован Джейсом Александером, которой также снял пилотный выпуск «Чёрной метки», другого шоу USA Network. 
Эндрю Ленчевски написал сценарий, а Рич Фрэнк и Пол Фрэнк стали исполнительным продюсером проекта, с Ленчевски в роли соисполнительного продюсера и Джоном П. Роджерсом — продюсера. После этого было заказано 12 эпизодов первого сезона.

## Эпизоды
| Сезоны | Сезоны | Эпизоды | Оригинальная дата показа | Оригинальная дата показа |
| Сезоны | Сезоны | Эпизоды | Премьера сезона          | Финал сезона             |
| ------ | ------ | ------- | ------------------------ | ------------------------ |
|        | 1      | 12      | 4 июня 2009              | 27 августа 2009          |
|        | 2      | 18      | 3 июня 2010              | 24 февраля 2011          |
|        | 3      | 16      | 29 июня 2011             | 22 февраля 2012          |
|        | 4      | 16      | 6 июня 2012              | 16 декабря 2012          |
|        | 5      | 13      | 12 июня 2013             | 11 сентября 2013         |
|        | 6      | 13      | 10 июня 2014             | 2 сентября 2014          |
|        | 7      | 8       | 2 июня 2015              | 21 июля 2015             |
|        | 8      | 8       | 18 мая 2016              | 6 июля 2016              |

## Отзывы критиков
Телесериал «Дорогой доктор» стал одним из самых рейтинговых шоу на кабельном телевидении. Премьеру сериала посмотрело 5,57 млн. зрителей, что является лучшим результатом премьерной серии канала USA Network со старта «Ясновидца» в 2006 году. Второй и третий эпизоды посмотрело 5,59 млн. и 6,5 млн. зрителей соответственно, что сделало «Дорогого доктора» первым за пять лет шоу, аудитория которого увеличивалась с первой по третью неделю показа.

### Рейтинги
| Сезон | Таймслот (ET)                                                                        | Эпизоды | Премьера     | Премьера                    | Финал            | Финал                     | ТВ сезон | Зрители (миллионы) |
| Сезон | Таймслот (ET)                                                                        | Эпизоды | Дата         | Зрители премьеры (миллионы) | Дата             | Зрители финала (миллионы) | ТВ сезон | Зрители (миллионы) |
| ----- | ------------------------------------------------------------------------------------ | ------- | ------------ | --------------------------- | ---------------- | ------------------------- | -------- | ------------------ |
| 1     | Четверг 22:00(4 июня – 27 августа 2009)                                              | 12      | 4 июня 2009  | 5,57                        | 27 августа 2009  | 5,90                      | 2009     | 7,47               |
| 2     | Четверг 22:00 (3 июня – 26 августа 2010) Четверг 21:00 (20 января – 24 февраля 2011) | 18      | 3 июня 2010  | 5,84                        | 24 февраля 2011  | 4,05                      | 2010–11  | 7,33               |
| 3     | Среда 21:00 (29 июня – 31 августа 2011) Среда 22:00 (18 января – 22 февраля 2012)    | 16      | 29 июня 2011 | 5,00                        | 22 февраля 2012  | 3,16                      | 2011–12  | TBA                |
| 4     | Среда 21:00 (6 июня – 19 сентября 2012) Воскресенье 21:00 (16 декабря 2012)          | 16      | 6 июня 2012  | 3,95                        | 16 декабря 2012  | 3,25                      | 2012     | TBA                |
| 5     | Среда 21:00 (12 июня – 11 сентября 2013)                                             | 13      | 12 июня 2013 | 3,68                        | 11 сентября 2013 | 3,75                      | 2013     | TBA                |
| 6     | Вторник 21:00 (10 июня – 2 сентября 2014)                                            | 13      | 10 июня 2014 | 2,38                        | 2 сентября 2014  | 1,78                      | 2014     | TBA                |
| 7     | Вторник 21:00 (2 июня – 21 июля 2015)                                                | 8       | 2 июня 2015  | 1,67                        | 21 июля 2015     | 1,57                      | 2015     | TBA                |
| 8     | Среда 21:00 (18 мая – 6 июля 2016)                                                   | 8       | 18 мая 2016  | 1,33                        | 6 июля 2016      | 1,80                      | 2016     | TBA                |